# Toi cha
Toi cha ou toishao é um treinamento em dupla no Kung Fu. Seus movimentos são predeterminados, assim como ocorre no kati: a diferença é que o kati é praticado individualmente, e o toishao, em dupla. A finalidade do toishao é desenvolver os reflexos e a noção de distância do praticante. Também costuma ser demonstrado em apresentações de kung fu. Existem vários tipos de Toi Cha, entre eles o do louva-deus, macaco, bêbado etc.